# Cyperispa
Cyperispa es un género de escarabajos  de la familia Chrysomelidae. En 1957 Gressitt describió el género. Contiene las siguientes especies:
- Cyperispa hypolytri Gressitt, 1957
- Cyperispa lungae (Gressitt, 1990)
- Cyperispa palmarum (Gressitt, 1990)
- Cyperispa scleriae Gressitt, 1957
- Cyperispa thoracostachyi Gressitt, 1960